# 郑观音
郑观音（599年—676年2月19日），荥阳郡人，隋朝唐国公李渊世子李建成之妻，后为唐朝首位太子妃。
郑观音出自荥阳郑氏，是北魏太常卿、徐州刺史郑道玉的曾孙女，北魏司徒府长史、谏议大夫、颖川郡太守、吴山郡公郑谌的孙女，北齐本州大中正、吴山公、隋朝开府仪同三司、金紫光禄大夫、括州刺史郑继伯的女儿，有一姐妹嫁给李安俨。
隋朝大业十年（614年），虚岁十六的郑观音嫁给李建成。义宁二年（618年），李渊建立唐朝，立李建成为皇太子，郑观音也成为太子妃。唐高祖武德年间，追赠郑观音的父亲郑继伯都督潭衡郴道永邵连七州诸军事、潭州都督。
武德九年（626年），李世民发动玄武门之变，李建成及诸子都被杀死，郑观音被迁居于别馆，上元三年（676年）正月三十日（疑误，当月只有二十九日），郑观音在长乐门内的宫中去世，虚岁七十八。唐高宗深切哀悼，礼有加隆。丧礼所需的，优厚供给，并派太府少卿梁务俭、太子冼马萧沉监护丧事，在郑观音第五女归德县主的私人住宅出殡，上元三年七月七日（676年8月21日），祔葬隐陵之东侧。其墓志名为《大唐故隐太子妃郑氏墓志铭》，由文物贩子倒卖而为警方查获，现藏于西安博物院。